# Pliocen
Pliocen je geološko razdoblje u povijesti Zemlje. Proteže se od 5,33 milijuna godina do 2,58 milijuna godina prije sadašnjosti. Dio je ere kenozoika u njenome periodu neogenu. Pliocen je epoha između miocena i pleistocena.
Ime mu je dao Sir Charles Lyell. Naziv dolazi od grčkih riječi "πλεῖον" (pleion, "više") i "καινός" (kainos, "novi"), a znači "nastavak nedavnog". H.W. Fowler smatrao je pojam neprimjerenim. Po njegovom mišljenju, Sir Lyell trebao se konzultirati s drugim znanstvenicima, prije nego što je dao ovo ime. 
Kao i kod drugih starijih geoloških razdoblja, geološki slojevi, koje definiraju početak i kraj dobro su identificirani, ali točan datum početka i kraja epohe nesiguran je. Granice definiranja početka i kraja pliocena mogu se preklapati s granicama između toplijeg miocena i relativno hladnijeg pleistocena. 